# BlueGrass 43
Cet article possède un paronyme, voir Bluegrass (homonymie).
BlueGrass 43 un groupe de bluegrass français.

## Biographie
Les frères Delon se mettent en quête d’autres musiciens et forment Bluegrass 43 en 1977. Il est formé de l'association en 1977 de Jean-Paul Delon (guitare), de son frère Jean-Marc (banjo) et d'Alain Audras (contrebasse) et Alain Piette (mandoline) jusqu'en 1983. En 1983, Philippe Ochin (mandoline et chant principal) rejoint le groupe.
Il s'agit du plus ancien groupe français de bluegrass en activité[réf. nécessaire]. Il a donné plus de 800 concerts en Europe et cinq tournées aux États-Unis[réf. nécessaire]. Les quatre musiciens sont quelquefois accompagnés par Sam Bush (violon), Kathy Chiavola (chant) et Kenny Malone (batterie), et souvent rejoints par Francis Vital (harmonica) depuis 1990.
En 2017, le groupe fête ses 40 ans d'existence.